# Koga Masao

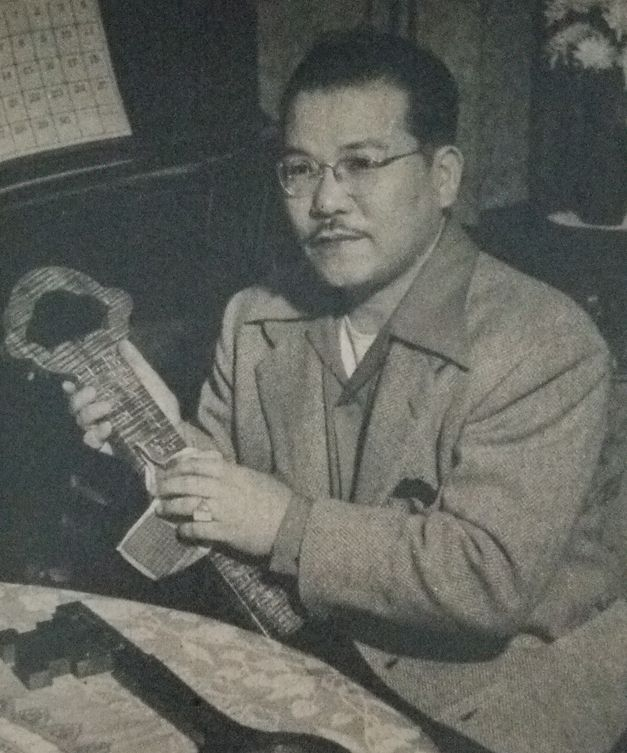
Koga Masao, 1950

Koga Masao (japanisch 古賀 政男; geboren 18. November 1904 in der Präfektur Fukuoka; gestorben 25. Juli 1978 in Tokio) war ein japanischer Komponist eingängiger Lieder.

## Leben und Wirken
Koga Masao begann 1926 ein Studium an der Meiji-Universität und schloss sich dem Mandolinen-Klub an. 1928 wurde im Klub seine erste Komposition, „Kage o shitaite“ (影を慕いて) –„Sehne mich nach Deinem Schatten“, gesungen von der damals bekannten Sängerin Satō Chiyako (佐藤 千夜子; 1897–1968) aufgeführt. 1930 schloss er sich der Plattenfirma Columbia Graphophone Company an.
Seine leicht sentimentalen Melodien wie „Sake wa namida ka tameiki ka“ (酒は涙か溜息か) – „Sake, ein Teich aus Tränen?“ und „Oka o koete“ (丘を越えて) – „Über die Hügel hinaus“ aus dem Jahr 1931, „Kage o shitaite“ – 1932 als Schallplatte, „Kanashii sake“ (悲しい酒) – „Trauriger Sake“ 1966, waren extrem populär.
Während seines Lebens veröffentlichte Koga etwa 5000 Lieder. Von 1964 bis zu seinem Tode war er Vorsitzender der „Japanese Society for Rights of Authors, Composers and Publishers“. 1978 erhielt er posthum den „People's Honour Award“.